# الاستفتاء على الدستور الموريتاني 2006
أُجري استفتاء دستوري في موريتانيا في 25 يونيو 2006 ووافق عليه حوالي 97٪ من الناخبين. وذلك بعد الانقلاب على الرئيس معاوية ولد سيدي أحمد الطايع الذي حكم البلاد زهاء عشرين سنة، انتهت في أغسطس 2005، مما حدا بالنظام العسكري الانتقالي إلى إجراء استفتاء عام على الدستور الجديد، حدد مأموريات الرئيس بفترتين مُدة كلٍّ منهما خمس سنوات. وكانت فترات الرئاسة السابقة ست سنوات ولم يكن هناك حد لإعادة الانتخاب. كما حدد الدستور الجديد الحد الأقصى لسِن المرشحين للرئاسة المتمثل في 75 عامًا.

## النتائج
| الخيار                    | الأصوات | ٪     |
| ------------------------- | ------- | ----- |
| مع                        | 712214  | 96.94 |
| ضد                        | 10482   | 1.43  |
| فارغ                      | 11951   | 1.63  |
| أصوات غير صحيحة           | 21،914  | -     |
| المجموع                   | 756643  | 100   |
| الناخبون المسجلون/الإقبال | 989664  | 76.45 |
| المصدر: الجريدة الرسمية   |         |       |